# جيسيكا آي
جيسيكا آي (مواليد 27 يوليو 1986)  هي لاعبة فنون قتال مختلط أمريكية تشارك في وزن الذبابة في بطولة القتال النهائي.

## روابط خارجية
- جيسيكا آي على موقع يو إف سي (الإنجليزية)
- جيسيكا آي على موقع بيلاتور (الإنجليزية)
- جيسيكا آي على موقع شيردوغ (الإنجليزية)
- جيسيكا آي على موقع Tapology.com (الإنجليزية)
- جيسيكا آي على موقع فايت ماتريكس (الإنجليزية)